# Conquesta normanda de la Itàlia meridional
La conquesta normanda de la Itàlia meridional va ser un procés desenvolupat durant diverses dècades del segle xi. Els vikings o normands, procedents del nord, es van assentar com a mercenaris al sud de la península Itàlica al servei de llombards i romans d'Orient. Amb el temps van acabar establint els seus propis estats, que després de ser unificats i derrotar les forces papals van aconseguir la seva independència, a tot tardar el 1017. A diferència de la conquesta normanda d'Anglaterra, resultat d'unes ràpides campanyes, aquesta conquesta de la Itàlia meridional va implicar dècades de batalles sense coordinació fins que es va formar un estat organitzat. Aquest estat, que abastava el terç sud d'Itàlia amb l'única excepció del Benevento, va arribar a prendre l'emirat de Sicília Tripolitània (que convertirien en el Regne d'Àfrica) i l'Malta als musulmans.

## Conquesta

El Regne de Sicília (en verd) el 1154, moment de màxima expansió normanda.

Entre 1016 i 1030 els normands eren simples mercenaris, servint tant a romans d'Orient com a llombards en les seves guerres contra els musulmans o entre ells, i llavors el duc de Nàpols Sergi IV (governant hereditari del Ducat de Nàpols sota sobirania teòrica de Constantinoble), en instal·lar a Ranulf Drengot com a comte a la fortalesa d'Aversa el 1030, va donar als normands el seu primer territori a la Itàlia peninsular, des d'on Guillem El Braç de Ferro va començar una conquesta organitzada del Catepanat d'Itàlia, derrotant a l'exèrcit romà d'Orient a les batalles d'Olivento, Montemaggiore i Montepeloso en 1041.
El papa Lleó IX, que se sentia amenaçat, va armar el 1053 un exèrcit que va resultar derrotat i ferit en la batalla de Civitate, prop de Benevent, i fou empresonat prop d'un any no recobrant la llibertat fins poc abans de la seva mort.
La lluita entre els diversos caps musulmans de l'Emirat de Sicília va acabar centrada en l'enfrontament entre els dos principals: Ibn al-Thumna de Siracusa, i Ibn al-Hawwas de Karsyannih. El seu enfrontament va permetre la intervenció del normand Roger d'Hauteville que el febrer de 1061 va desembarcar prop de Messina en ajut d'Ibn Thumna. El 1071 Roger i el seu germà Robert Guiscard comte de la Pulla, van retornar i aquesta vegada van començar a ocupar territori on es va crear el comtat de Sicília. Palerm es va rendir el 1072 i d'allí es van estendre a altres llocs. Benavert va dirigir la resistència nacional dels àrabs sicilians durant un quart de segle però va morir en la batalla naval de Siracusa el 1086. La conquesta normanda es va completar el 1091 quan va capitular Noto.